# Vincenzo De Carolis
Vincenzo De Carolis di Prossedi ist ein italienischer Filmregisseur und Drehbuchautor.
De Carolis inszenierte 1992 Lorenzo va in letargo nach eigenem Drehbuch; der Film fand jedoch keinen Verleih. 1999 schrieb er das Drehbuch zu Bruno Colellas Voglio stare sotto il letto.
Mit dem Filmemacher Victor Torrefiel Vicente gründete er 2008 „Seven Stars Pictures“; ab Juli dieses Jahres drehte De Carolis in Latina einen neuen Film, den 2010 veröffentlichten Krimi Colpevole, erneut nach eigenem Buch.